# Neanica
Neanica is een geslacht van vliesvleugeligen uit de familie Pteromalidae. De wetenschappelijke naam van dit geslacht is voor het eerst geldig gepubliceerd in 1953 door Erdös.

## Soorten
Het geslacht Neanica is monotypisch en omvat slechts de volgende soort:
- Neanica clavalis Erdös, 1953